# Angela Huth
Angela Huth (29 de agosto de 1938) es una novelista y periodista inglesa.

## Carrera
Angela es la hija del actor Harold Huth. A los 16 años abandonó la escuela para estudiar arte en Francia e Italia. A los 18 viajó a través de los Estados Unidos antes de regresar a Inglaterra para trabajar en una variedad de periódicos y revistas. Se casó con el periodista y escritor de viajes Quentin Crewe en la década de 1960 y con él tuvo una hija, Candida. Presentó programas en la BBC, incluyendo How It Is and Why y Man Alive.
Ha escrito tres colecciones de cuentos y once novelas. Su novela Land Girls (1995) fue un best-seller y fue adaptada al cine en la película del mismo nombre de 1998 protagonizada por Rachel Weisz y Anna Friel. Una secuela de la misma fue estrenada en 2010. También escribe obras de teatro para radio, televisión y teatro, y es periodista independiente, crítica y locutora. Su obra The Understanding se presentó en el Teatro Strand en 1982 y fue protagonizada por Ralph Richardson y Joan Greenwood.